# Girau do Ponciano
Girau do Ponciano is een gemeente in de Braziliaanse deelstaat Alagoas. De gemeente telt 36.904 inwoners (schatting 2009).
De gemeente grenst aan Campo Grande, Craíbas, Feira Grande, Jaramataia, Lagoa da Canoa en Traipu.